# Deputati della VII legislatura della Repubblica Italiana
Questo elenco riporta i nomi dei deputati della VII legislatura della Repubblica Italiana dopo le elezioni politiche del 1976.

## Gruppi
| Gruppi                                           | Inizio | Fine |
| ------------------------------------------------ | ------ | ---- |
| Democrazia Cristiana ()                          | 262    | 263  |
| Partito Comunista Italiano ()                    | 222    | 220  |
| Partito Socialista Italiano ()                   | 57     | 57   |
| Movimento Sociale Italiano - Destra Nazionale () | 34     | 17   |
| Partito Socialista Democratico Italiano ()       | 15     | 15   |
| Partito Repubblicano Italiano ()                 | 14     | 14   |
| Partito Liberale Italiano ()                     | 5      | 5    |
| Democrazia Proletaria, poi PdUP-DP ()            | 6      | 5    |
| Partito Radicale ()                              | 4      | 5    |
| Costituente di Destra - Democrazia Nazionale ()  | -      | 15   |
| Misto ()                                         | 11     | 14   |
| Totale                                           | 630    | 630  |

Cfr. DP

## Ufficio di presidenza

### Presidente
- Pietro Ingrao (PCI)

### Vicepresidenti
- Luigi Mariotti (PSI)
- Oscar Luigi Scalfaro (DC)
- Pietro Bucalossi (PRI)
- Virginio Rognoni (DC) (abbandona la carica il 13 giugno 1978)
- Maria Eletta Martini (DC) (eletta il 21 giugno 1978)

### Questori
- Carlo Molè (DC)
- Mario Ferri (PSI) (abbandona la carica l'8 maggio 1978)
- Aldo Venturini (PSI) (eletto il 14 giugno 1978)
- Aldo D'Alessio (PCI)

### Segretari
- Carmen Casapieri (PCI)
- Franco Coccia (PCI)
- Maria Magnani Noya (PSI)
- Alessandro Reggiani (PSDI)
- Danilo Morini (DC)
- Carlo Stella (DC)
- Antonio Mazzarino (PLI)
- Angelo Nicosia (MSI-DN)

## Composizione storica
| Deputato                           | Collegio   | Gruppo (lista)     |
| ---------------------------------- | ---------- | ------------------ |
| Dolores Abbiati                    | Brescia    | PCI                |
| Tullio Abelli                      | Torino     | MSI-DN             |
| Falco Accame                       | Genova     | PSI                |
| Michele Achilli                    | Milano     | PSI                |
| Nicola Adamo                       | Benevento  | PCI                |
| Susanna Agnelli                    | Como       | PRI                |
| Alberto Aiardi                     | L'Aquila   | DC                 |
| Guido Alborghetti                  | Como       | PCI                |
| Francesco Alici                    | Bologna    | PCI                |
| Abdon Alinovi                      | Napoli     | PCI                |
| Gianfranco Aliverti                | Como       | DC                 |
| Paolo Allegra                      | Torino     | PCI                |
| Cesare Allegri                     | Brescia    | DC                 |
| Giorgio Almirante                  | Roma       | MSI-DN             |
| Giovanni Amabile                   | Benevento  | DC                 |
| Giuseppe Amadei                    | Parma      | PSDI               |
| Domenico Amalfitano                | Lecce      | DC                 |
| Giuseppe Amarante                  | Benevento  | PCI                |
| Franco Ambrogio                    | Catanzaro  | PCI                |
| Alfonso Ambrosino                  | Napoli     | DC                 |
| Giorgio Amendola                   | Napoli     | PCI                |
| Cesare Amici                       | Roma       | PCI                |
| Giovanni Andreoni                  | Milano     | DC                 |
| Giulio Andreotti                   | Roma       | DC                 |
| Vito Angelini                      | Lecce      | PCI                |
| Gaetano Angius                     | Cagliari   | PCI                |
| Aldo Aniasi                        | Milano     | PSI                |
| Tina Anselmi                       | Venezia    | DC                 |
| Varese Antoni                      | Genova     | PCI                |
| Dario Antoniozzi                   | Catanzaro  | DC                 |
| Gaetano Arfé                       | Parma      | PSI                |
| Baldassare Armato                  | Napoli     | DC                 |
| Angelo Armella                     | Cuneo      | DC                 |
| Gian Aldo Arnaud                   | Torino     | DC                 |
| Mario Arnone                       | Palermo    | PCI                |
| Renato Ascari Raccagni             | Bologna    | PRI                |
| Giuseppe Azzaro                    | Catania    | DC                 |
| Domenico Bacchi                    | Palermo    | PCI                |
| Cesco Baghino                      | Genova     | MSI-DN             |
| Aimone Balbo Di Vinadio            | Milano     | PCI                |
| Roberto Baldassari                 | Milano     | PCI                |
| Vincenzo Baldassi                  | Parma      | PCI                |
| Renato Ballardini                  | Trento     | PSI                |
| Vincenzo Balzamo                   | Brescia    | PSI                |
| Moreno Bambi                       | Pisa       | DC                 |
| Pasquale Bandiera                  | Catania    | PRI                |
| Arnaldo Baracetti                  | Udine      | PCI                |
| Davide Barba                       | Napoli     | DC                 |
| Maria Immacolata Barbarossa Voza   | Bari       | PCI                |
| Augusto Antonio Barbera            | Bologna    | PCI                |
| Luciano Barca                      | Ancona     | PCI                |
| Mario Bardelli                     | Mantova    | PCI                |
| Martino Bardotti                   | Siena      | DC                 |
| Enzo Bartocci                      | L'Aquila   | PSI                |
| Mario Andrea Bartolini             | Perugia    | PCI                |
| Piero Bassetti                     | Milano     | DC                 |
| Aldo Bassi                         | Palermo    | DC                 |
| Adolfo Battaglia                   | Verona     | PRI                |
| Paolo Battino Vittorelli           | Torino     | PSI                |
| Eriase Belardi Merlo               | Siena      | PCI                |
| Corrado Belci                      | Trieste    | DC                 |
| Antonio Bellocchio                 | Napoli     | PCI                |
| Ernesta Belussi                    | Brescia    | DC                 |
| Enrico Berlinguer                  | Roma       | PCI                |
| Giovanni Berlinguer                | Cagliari   | PCI                |
| Guido Bernardi                     | Roma       | DC                 |
| Vinicio Bernardini                 | Pisa       | PCI                |
| Ivana Bernini Lavezzo              | Verona     | PCI                |
| Bruno Bernini                      | Pisa       | PCI                |
| Eletta Bertani                     | Parma      | PCI                |
| Luigi Bertoldi                     | Verona     | PSI                |
| Tommaso Biamonte                   | Benevento  | PCI                |
| Romana Bianchi Beretta             | Milano     | PCI                |
| Gerardo Bianco                     | Benevento  | DC                 |
| Oddo Biasini                       | Bologna    | PRI                |
| Giorgio Bini                       | Genova     | PCI                |
| Antonio Bisaglia                   | Verona     | DC                 |
| Alfredo Bisignani                  | Catania    | PCI                |
| Fausto Bocchi                      | Parma      | PCI                |
| Guido Bodrato                      | Torino     | DC                 |
| Ines Boffardi                      | Genova     | DC                 |
| Giorgio Bogi                       | Genova     | PRI                |
| Anselmo Boldrin                    | Venezia    | DC                 |
| Benito Bollati                     | Milano     | MSI-DN             |
| Mario Bolognari                    | Catania    | PCI                |
| Gilberto Bonalumi                  | Brescia    | DC                 |
| Emo Bonifazi                       | Siena      | PCI                |
| Emma Bonino                        | Roma       | PR                 |
| Paolo Bonomi                       | Roma       | DC                 |
| Andrea Borri                       | Parma      | DC                 |
| Giovanni Andrea Borromeo d'Adda    | Como       | MSI-DN             |
| Andrea Borruso                     | Milano     | DC                 |
| Franco Bortolani                   | Parma      | DC                 |
| Manfredi Bosco                     | Napoli     | DC                 |
| Giovanna Bosi Maramotti            | Bologna    | PCI                |
| Giuseppe Botta                     | Torino     | DC                 |
| Pier Giorgio Bottarelli            | Parma      | PCI                |
| Angela Maria Bottari               | Catania    | PCI                |
| Francesco Bova                     | Catanzaro  | DC                 |
| Aldo Bozzi                         | Roma       | PLI                |
| Rosanna Branciforti                | Verona     | PCI                |
| Piergiorgio Bressani               | Udine      | DC                 |
| Federico Brini                     | L'Aquila   | PCI                |
| Beniamino Brocca                   | Verona     | DC                 |
| Paolo Pietro Broccoli              | Napoli     | PCI                |
| Antonino Brusca                    | Torino     | PCI                |
| Mauro Bubbico                      | Roma       | DC                 |
| Pietro Bucalossi                   | Milano     | PRI                |
| Maria Luigia Buro                  | Verona     | DC                 |
| Giovanni Buzzoni                   | Bologna    | PCI                |
| Paolo Cabras                       | Roma       | DC                 |
| Massimo Cacciari                   | Venezia    | PCI                |
| Italo Giulio Caiati                | Lecce      | DC                 |
| Giuseppe Calabrò                   | Catania    | MSI-DN             |
| Armando Calaminici                 | Milano     | PCI                |
| Antonio Caldoro                    | Napoli     | PSI                |
| Giovanni Calice                    | Potenza    | PCI                |
| Mario Campagnoli                   | Milano     | DC                 |
| Giancarlo Cantelmi                 | L'Aquila   | PCI                |
| Leo Canullo                        | Roma       | PCI                |
| Lorenzo Cappelli                   | Bologna    | DC                 |
| Guido Cappelloni                   | Ancona     | PCI                |
| Nicola Capria                      | Catania    | PSI                |
| Guido Carandini                    | Ancona     | PCI                |
| Umberto Cardia                     | Cagliari   | PCI                |
| Rodolfo Carelli                    | Roma       | DC                 |
| Egidio Carenini                    | Milano     | DC                 |
| Giovanni Battista Carlassara       | Verona     | PCI                |
| Maria Teresa Carloni Andreucci     | Ancona     | PCI                |
| Natale Carlotto                    | Cuneo      | DC                 |
| Pietro Carmeno                     | Bari       | PCI                |
| Giuseppe Caroli                    | Lecce      | DC                 |
| Giuseppe Carrà                     | Milano     | PCI                |
| Gianuario Carta                    | Cagliari   | DC                 |
| Antonio Caruso                     | Mantova    | PCI                |
| Ignazio Caruso                     | Napoli     | DC                 |
| Amelia Casadei                     | Verona     | DC                 |
| Giorgio Casalino                   | Lecce      | PCI                |
| Carmen Casapieri                   | Torino     | PCI                |
| Francesco Casati                   | Como       | DC                 |
| Maria Luisa Cassanmagnago Cerretti | Milano     | DC                 |
| Luciana Castellina                 | Como       | DP                 |
| Albertino Castellucci              | Ancona     | DC                 |
| Franco Castiglione                 | Udine      | PSI                |
| Giuseppe Castoldi                  | Torino     | PCI                |
| Francesco Cattanei                 | Genova     | DC                 |
| Stefano Cavaliere                  | Bari       | DC                 |
| Paola Cavigliasso                  | Torino     | DC                 |
| Benito Cazora                      | Roma       | DC                 |
| Alberto Cecchi                     | Firenze    | PCI                |
| Sergio Ceravolo                    | Genova     | PCI                |
| Adriano Cerquetti                  | Ancona     | MSI-DN             |
| Benito Cerra                       | Catania    | PCI                |
| Gianluca Cerrina Feroni            | Firenze    | PCI                |
| Pietro Cerullo                     | Bologna    | MSI-DN             |
| Giuseppe Chiarante                 | Brescia    | PCI                |
| Cecilia Chiovini Facchi            | Milano     | PCI                |
| Anna Maria Ciai Trivelli           | Roma       | PCI                |
| Alberto Ciampaglia                 | Napoli     | PSDI               |
| Leonardo Ciannamea                 | Lecce      | DC                 |
| Bartolo Ciccardini                 | Roma       | DC                 |
| Fabrizio Cicchitto                 | Roma       | PSI                |
| Lorenzo Cirasino                   | Lecce      | PCI                |
| Paolo Cirino Pomicino              | Napoli     | DC                 |
| Severino Citaristi                 | Brescia    | DC                 |
| Ezio Citterio                      | Como       | DC                 |
| Fabio Maria Ciuffini               | Perugia    | PCI                |
| Franco Coccia                      | Perugia    | PCI                |
| Maria Cocco                        | Cagliari   | PCI                |
| Giancarla Codrignani               | Bologna    | PCI                |
| Giulio Colomba                     | Udine      | PCI                |
| Emilio Colombo                     | Potenza    | DC                 |
| Flavio Colonna                     | Bologna    | PCI                |
| Francesco Colucci                  | Milano     | PSI                |
| Giovanni Battista Colurcio         | Catanzaro  | PCI                |
| Francesco Compagna                 | Napoli     | PRI                |
| Cristina Conchiglia                | Lecce      | PCI                |
| Antonio Conte                      | Benevento  | PCI                |
| Pietro Conti                       | Perugia    | PCI                |
| Renato Corà                        | Verona     | DC                 |
| Salvatore Corallo                  | Milano     | PCI                |
| Marino Corder                      | Venezia    | DC                 |
| Vincenzo Corghi                    | Como       | PCI                |
| Nadia Corradi                      | Milano     | PCI                |
| Silverio Corvisieri                | Torino     | DP                 |
| Francesco Cossiga                  | Cagliari   | DC                 |
| Raffaele Costa                     | Cuneo      | PLI                |
| Giuseppe Costamagna                | Torino     | DC                 |
| Alfredo Covelli                    | Benevento  | MSI-DN             |
| Mario Cravedi                      | Parma      | PCI                |
| Bettino Craxi                      | Milano     | PSI                |
| Angelo Gaetano Cresco              | Verona     | PSI                |
| Nino Cristofori                    | Bologna    | DC                 |
| Antonino Cuffaro                   | Trieste    | PCI                |
| Sergio Cuminetti                   | Parma      | DC                 |
| Francesco Da Prato                 | Pisa       | PCI                |
| Giuseppe Dal Maso                  | Verona     | DC                 |
| Giuseppe D'Alema                   | Genova     | PCI                |
| Aldo D'Alessio                     | Roma       | PCI                |
| Emo Danesi                         | Pisa       | DC                 |
| Saverio D'Aquino                   | Catania    | MSI-DN             |
| Bernardo D'Arezzo                  | Benevento  | DC                 |
| Clelio Darida                      | Roma       | DC                 |
| Sergio De Carneri                  | Trento     | PCI                |
| Paolo De Caro                      | Bari       | PCI                |
| Massimo De Carolis                 | Milano     | DC                 |
| Germano De Cinque                  | L'Aquila   | DC                 |
| Vincenzo De Cosmo                  | Bari       | DC                 |
| Michele De Gregorio                | Roma       | PCI                |
| Francesco De Martino               | Napoli     | PSI                |
| Ernesto De Marzio                  | Bari       | MSI-DN             |
| Gianni De Michelis                 | Venezia    | PSI                |
| Ciriaco De Mita                    | Benevento  | DC                 |
| Mazarino De Petro                  | Genova     | DC                 |
| Alfredo De Poi                     | Perugia    | DC                 |
| Costante Degan                     | Venezia    | DC                 |
| Olindo Del Donno                   | Bari       | MSI-DN             |
| Antonio Del Duca                   | L'Aquila   | DC                 |
| Antonio Del Pennino                | Milano     | PRI                |
| Giovanni Del Rio                   | Cagliari   | DC                 |
| Raffaele Delfino                   | L'Aquila   | MSI-DN             |
| Renato Dell'Andro                  | Bari       | DC                 |
| Michele Di Giesi                   | Bari       | PSDI               |
| Fernando Di Giulio                 | Siena      | PCI                |
| Ferdinando Di Nardo                | Napoli     | MSI-DN             |
| Giuseppe Di Vagno                  | Bari       | PSI                |
| Carlo Donat-Cattin                 | Torino     | DC                 |
| Antonino Drago                     | Catania    | DC                 |
| Francesco Dulbecco                 | Genova     | PCI                |
| Enzo Erminero                      | Verona     | DC                 |
| Attilio Esposto                    | L'Aquila   | PCI                |
| Franco Evangelisti                 | Roma       | DC                 |
| Adriana Fabbri Seroni              | Firenze    | PCI                |
| Adolfo Facchini                    | Pisa       | PCI                |
| Adele Faccio                       | Milano     | PR                 |
| Ivo Faenzi                         | Siena      | PCI                |
| Giovanni Fantaci                   | Palermo    | PCI                |
| Guido Fanti                        | Bologna    | PCI                |
| Camillo Federico                   | Napoli     | DC                 |
| Nevio Felicetti                    | L'Aquila   | PCI                |
| Carlo Felici                       | Roma       | DC                 |
| Luigi Dino Felisetti               | Parma      | PSI                |
| Marte Ferrari                      | Como       | PSI                |
| Silvestro Ferrari                  | Mantova    | DC                 |
| Mario Ferri                        | Siena      | PSI                |
| Mario Fioret                       | Udine      | DC                 |
| Sergio Flamigni                    | Bologna    | PCI                |
| Giovanni Angelo Fontana            | Verona     | DC                 |
| Arnaldo Forlani                    | Ancona     | DC                 |
| Costantino Formica                 | Napoli     | PCI                |
| Giuseppe Fornasari                 | Siena      | DC                 |
| Luciano Forni                      | Como       | DC                 |
| Salvatore Forte                    | Benevento  | PCI                |
| Loris Fortuna                      | Udine      | PSI                |
| Giuseppe Fortunato                 | Potenza    | PCI                |
| Franco Foschi                      | Ancona     | DC                 |
| Carlo Fracanzani                   | Verona     | DC                 |
| Bruno Fracchia                     | Cuneo      | PCI                |
| Franco Franchi                     | Verona     | MSI-DN             |
| Salvatore Frasca                   | Catanzaro  | PSI                |
| Francesco Froio                    | Torino     | PSI                |
| Giovanni Furia                     | Torino     | PCI                |
| Leandro Fusaro                     | Udine      | DC                 |
| Luigi Galli                        | Como       | DC                 |
| Giovanni Galloni                   | Roma       | DC                 |
| Carlo Alberto Galluzzi             | Firenze    | PCI                |
| Pietro Gambolato                   | Genova     | PCI                |
| Hugo Gamper                        | Trento     | Misto (PPST)       |
| Mario Garbi                        | Torino     | PCI                |
| Giuseppe Gargani                   | Benevento  | DC                 |
| Mario Gargano                      | Roma       | DC                 |
| Raffaele Garzia                    | Cagliari   | DC                 |
| Piero Luigi Gasco                  | Cuneo      | DC                 |
| Remo Gaspari                       | L'Aquila   | DC                 |
| Natalino Gatti                     | Parma      | PCI                |
| Vincenzo Gatto                     | Catania    | PSI                |
| Antonio Gava                       | Napoli     | DC                 |
| Giovanni Giadresco                 | Bologna    | PCI                |
| Gabriele Giannantoni               | Roma       | PCI                |
| Mario Giannini                     | Bari       | PCI                |
| Luigi Giglia                       | Palermo    | DC                 |
| Giovanni Gioia                     | Palermo    | DC                 |
| Antonio Giolitti                   | Cuneo      | PSI                |
| Alessandro Giordano                | Torino     | DC                 |
| Angela Giovagnoli Sposetti         | Roma       | PCI                |
| Alfredo Giovanardi                 | Bologna    | PSI                |
| Francesco Giuliari                 | Verona     | DC                 |
| Raffaele Giura Longo               | Potenza    | PCI                |
| Giovanni Goria                     | Cuneo      | DC                 |
| Massimo Gorla                      | Milano     | DP                 |
| Natale Gottardo                    | Verona     | DC                 |
| Giuseppe Gramegna                  | Bari       | PCI                |
| Maria Teresa Granati Caruso        | Parma      | PCI                |
| Luigi Granelli                     | Milano     | DC                 |
| Niccolò Grassi Bertazzi            | Catania    | DC                 |
| Lelio Grassucci                    | Roma       | PCI                |
| Gennaro Guadagno                   | Napoli     | Misto (PCI)        |
| Enrico Gualandi                    | Bologna    | PCI                |
| Antonio Guarra                     | Benevento  | MSI-DN             |
| Nazzareno Guasso                   | Torino     | PCI                |
| Paolo Guerrini                     | Ancona     | PCI                |
| Giuseppe Guglielmino               | Catania    | PCI                |
| Antonino Gullotti                  | Catania    | DC                 |
| Johann Hans Benedikter             | Trento     | Misto (PPST)       |
| Guido Ianni                        | Ancona     | PCI                |
| Mauro Ianniello                    | Napoli     | DC                 |
| Pietro Ingrao                      | Roma       | PCI                |
| Nilde Iotti                        | Parma      | PCI                |
| Giovan Carlo Iozzelli              | Firenze    | DC                 |
| Bruno Kessler                      | Trento     | DC                 |
| Giuseppe La Loggia                 | Palermo    | DC                 |
| Giorgio La Malfa                   | Torino     | PRI                |
| Ugo La Malfa                       | Palermo    | PRI                |
| Girolamo La Penna                  | Campobasso | DC                 |
| Giorgio La Pira                    | Firenze    | DC                 |
| Salvatore La Rocca                 | Roma       | DC                 |
| Pio La Torre                       | Palermo    | PCI                |
| Silvano Labriola                   | Pisa       | PSI                |
| Antonio Laforgia                   | Bari       | DC                 |
| Giovanni Lamanna                   | Catanzaro  | PCI                |
| Pasquale Lamorte                   | Potenza    | DC                 |
| Vito Lattanzio                     | Bari       | DC                 |
| Salvatore Lauricella               | Palermo    | PSI                |
| Achille Lauro                      | Napoli     | MSI-DN             |
| Pino Leccisi                       | Lecce      | DC                 |
| Vito Vittorio Lenoci               | Bari       | PSI                |
| Silvio Leonardi                    | Milano     | PCI                |
| Nicola Lettieri                    | Benevento  | DC                 |
| Pietro Lezzi                       | Napoli     | PSI                |
| Lucio Libertini                    | Torino     | PCI                |
| Pier Giorgio Licheri               | Pisa       | DC                 |
| Salvatore Lima                     | Palermo    | DC                 |
| Concetto Lo Bello                  | Catania    | DC                 |
| Guido Lo Porto                     | Palermo    | MSI-DN             |
| Arcangelo Lobianco                 | Napoli     | DC                 |
| Adriana Lodi Faustini Fustini      | Bologna    | PCI                |
| Francesca Lodolini                 | Como       | PCI                |
| Riccardo Lombardi                  | Milano     | PSI                |
| Antonino Lombardo                  | Catania    | DC                 |
| Luigi Longo                        | Milano     | PCI                |
| Pietro Longo                       | Benevento  | PSDI               |
| Pino Lucchesi                      | Pisa       | DC                 |
| Giuseppe Lupis                     | Catania    | PSDI               |
| Francesco Lussignoli               | Brescia    | DC                 |
| Giorgio Macciotta                  | Cagliari   | PCI                |
| Desiderio Maggioni                 | Milano     | DC                 |
| Maria Magnani Noya                 | Torino     | PSI                |
| Lucio Magri                        | Roma       | DP                 |
| Alberto Malagugini                 | Milano     | PCI                |
| Giovanni Malagodi                  | Milano     | PLI                |
| Franco Maria Malfatti              | Perugia    | DC                 |
| Piergiovanni Malvestio             | Venezia    | DC                 |
| Oscar Mammì                        | Roma       | PRI                |
| Enrico Manca                       | Perugia    | PSI                |
| Giacomo Mancini                    | Catanzaro  | PSI                |
| Vincenzo Mancini                   | Napoli     | DC                 |
| Clemente Manco                     | Lecce      | MSI-DN             |
| Giuseppe Mancuso                   | Catania    | PCI                |
| Giuseppe Manfredi                  | Cuneo      | PCI                |
| Manfredo Manfredi                  | Genova     | DC                 |
| Calogero Mannino                   | Palermo    | DC                 |
| Salvatore Mannuzzu                 | Cagliari   | Misto (PCI)        |
| Guido Mantella                     | Catanzaro  | DC                 |
| Virginiangelo Marabini             | Bologna    | DC                 |
| Enza Marchi Dascola                | Catanzaro  | PCI                |
| Andrea Margheri                    | Milano     | PCI                |
| Luigi Mariotti                     | Firenze    | PSI                |
| Mario Marocco                      | Udine      | DC                 |
| Fiorenzo Maroli                    | Mantova    | DC                 |
| Alfredo Marraffini                 | Campobasso | PCI                |
| Mario Martinelli                   | Como       | DC                 |
| Maria Eletta Martini               | Pisa       | DC                 |
| Leopoldo Martino                   | Cuneo      | PCI                |
| Giuseppe Marton                    | Venezia    | DC                 |
| Francesco Martorelli               | Catanzaro  | PCI                |
| Arturo Marzano                     | Napoli     | PCI                |
| Antonio Marzotto Caotorta          | Milano     | DC                 |
| Vitilio Masiello                   | Bari       | PCI                |
| Renato Massari                     | Milano     | PSDI               |
| Clemente Mastella                  | Benevento  | DC                 |
| Antonio Matarrese                  | Bari       | DC                 |
| Luigi Matrone                      | Napoli     | PCI                |
| Giovanni Matta                     | Palermo    | DC                 |
| Gianmatteo Matteotti               | Verona     | PSDI               |
| Antonio Mazzarino                  | Catania    | PLI                |
| Antonio Mario Mazzarrino           | Lecce      | DC                 |
| Francesco Vittorio Mazzola         | Cuneo      | DC                 |
| Roberto Mazzotta                   | Milano     | DC                 |
| Mauro Mellini                      | Genova     | PR                 |
| Alessandra Melucco Vaccaro         | Roma       | PCI                |
| Gioacchino Meneghetti              | Verona     | DC                 |
| Stefano Menicacci                  | Perugia    | MSI-DN             |
| Francesco Merloni                  | Ancona     | DC                 |
| Carlo Merolli                      | Roma       | DC                 |
| Enzo Meucci                        | Pisa       | DC                 |
| Vincenzo Mezzogiorno               | Napoli     | DC                 |
| Silvio Miana                       | Parma      | PCI                |
| Vincenzo Miceli                    | Palermo    | PCI                |
| Vito Miceli                        | Roma       | MSI-DN             |
| Filippo Micheli                    | Perugia    | DC                 |
| Giovanni Migliorini                | Udine      | PCI                |
| Armelino Milani                    | Milano     | PCI                |
| Eliseo Milani                      | Brescia    | DP                 |
| Vanda Milano                       | Udine      | PCI                |
| Ruggero Millet                     | Aosta      | PCI (PCI-PSI-PdUP) |
| Aldo Mirate                        | Cuneo      | PCI                |
| Riccardo Misasi                    | Catanzaro  | DC                 |
| Carlo Molè                         | Cagliari   | DC                 |
| Giorgio Mondino                    | Torino     | PSI                |
| Amleto Monsellato                  | Lecce      | PSI                |
| Saverio Monteleone                 | Catanzaro  | PCI                |
| Giampaolo Mora                     | Parma      | DC                 |
| Gaetano Morazzoni                  | Milano     | DC                 |
| Danilo Morini                      | Parma      | DC                 |
| Aldo Moro                          | Bari       | DC                 |
| Dino Moro                          | Venezia    | PSI                |
| Paolo Moro                         | Como       | DC                 |
| Giovanni Mosca                     | Milano     | PSI                |
| Renzo Moschini                     | Pisa       | PCI                |
| Claudio Napoleoni                  | Torino     | Misto (PCI)        |
| Vito Napoli                        | Catanzaro  | DC                 |
| Giorgio Napolitano                 | Napoli     | PCI                |
| Lorenzo Natali                     | L'Aquila   | DC                 |
| Alessandro Natta                   | Genova     | PCI                |
| Carla Federica Nespolo             | Cuneo      | PCI                |
| Bruno Niccoli                      | Firenze    | PCI                |
| Franco Nicolazzi                   | Torino     | PSDI               |
| Angelo Nicosia                     | Palermo    | MSI-DN             |
| Giuseppe Noberasco                 | Genova     | PCI                |
| Enrico Novellini                   | Mantova    | PSI                |
| Guglielmo Nucci                    | Catanzaro  | DC                 |
| Achille Occhetto                   | Palermo    | PCI                |
| Mauro Olivi                        | Bologna    | PCI                |
| Franco Orione                      | Cuneo      | DC                 |
| Giuseppe Orlando                   | Napoli     | Misto (PCI)        |
| Bruno Orsini                       | Genova     | DC                 |
| Gianfranco Orsini                  | Udine      | DC                 |
| Francesco Ottaviano                | Roma       | PCI                |
| Pietro Padula                      | Brescia    | DC                 |
| Morena Amabile Pagliai             | Firenze    | PCI                |
| Gian Carlo Pajetta                 | Torino     | PCI                |
| Adriana Palomby                    | Napoli     | MSI-DN             |
| Fulvio Palopoli                    | Verona     | PCI                |
| Filippo Maria Pandolfi             | Brescia    | DC                 |
| Mario Pani                         | Cagliari   | PCI                |
| Marco Pannella                     | Torino     | PR                 |
| Cristina Papa                      | Perugia    | PCI                |
| Francesco Patriarca                | Napoli     | DC                 |
| Vincenzo Pavone                    | Catania    | DC                 |
| Alfredo Pazzaglia                  | Cagliari   | MSI-DN             |
| Maria Augusta Pecchia              | Ancona     | PCI                |
| Eugenio Peggio                     | Milano     | PCI                |
| Maria Agostina Pellegatta          | Como       | PCI                |
| Giovanni Pellicani                 | Venezia    | PCI                |
| Gianmario Pellizzari               | Verona     | DC                 |
| Erminio Pennacchini                | Roma       | DC                 |
| Tommaso Perantuono                 | L'Aquila   | PCI                |
| Maddalena Perquis                  | Brescia    | PCI                |
| Antonino Perrone                   | Catania    | DC                 |
| Alessandro Pertini                 | Genova     | PSI                |
| Domenico Petrella                  | Napoli     | PCI                |
| Amerigo Petrucci                   | Roma       | DC                 |
| Sergio Pezzati                     | Firenze    | DC                 |
| Rolando Picchioni                  | Torino     | DC                 |
| Enea Piccinelli                    | Siena      | DC                 |
| Flaminio Piccoli                   | Trento     | DC                 |
| Domenico Pinto                     | Napoli     | DP                 |
| Beppe Pisanu                       | Cagliari   | DC                 |
| Natale Pisicchio                   | Bari       | DC                 |
| Ferruccio Pisoni                   | Trento     | DC                 |
| Mario Pochetti                     | Roma       | PCI                |
| Ennio Pompei                       | Roma       | DC                 |
| Claudio Pontello                   | Firenze    | DC                 |
| Giovanni Porcellana                | Torino     | DC                 |
| Costante Portatadino               | Como       | DC                 |
| Giorgio Postal                     | Trento     | DC                 |
| Giovanni Prandini                  | Brescia    | DC                 |
| Piero Pratesi                      | Roma       | PCI                |
| Alberto Presutti                   | L'Aquila   | DC                 |
| Luigi Preti                        | Bologna    | PSDI               |
| Francesco Principe                 | Catanzaro  | PSI                |
| Ernesto Pucci                      | Catanzaro  | DC                 |
| Gianpiero Pucciarini               | Como       | PCI                |
| Emilio Pugno                       | Torino     | PCI                |
| Calogero Pumilia                   | Palermo    | DC                 |
| Enrico Quaranta                    | Benevento  | PSI                |
| Vittoria Quarenghi                 | Brescia    | DC                 |
| Francesco Quattrone                | Catanzaro  | DC                 |
| Nevo Querci                        | Roma       | PSI                |
| Elio Quercioli                     | Milano     | PCI                |
| Giuseppe Quieti                    | L'Aquila   | DC                 |
| Luciano Radi                       | Perugia    | DC                 |
| Marino Raicich                     | Firenze    | PCI                |
| Carlo Ramella                      | Verona     | PCI                |
| Pino Rauti                         | Roma       | MSI-DN             |
| Alessandro Reggiani                | Venezia    | PSDI               |
| Alfredo Reichlin                   | Lecce      | PCI                |
| Pietro Rende                       | Catanzaro  | DC                 |
| Emidio Revelli                     | Genova     | DC                 |
| Raimondo Ricci                     | Genova     | PCI                |
| Grazia Riga                        | Catanzaro  | PCI                |
| Umberto Righetti                   | Roma       | PSDI               |
| Roland Riz                         | Trento     | Misto (PPST)       |
| Vitale Robaldo                     | Cuneo      | PRI                |
| Giovanni Roberti                   | Napoli     | MSI-DN             |
| Gian Franco                        | Venezia    | DC                 |
| Virginio Rognoni                   | Milano     | DC                 |
| Pier Luigi Romita                  | Cuneo      | PSDI               |
| Pino Romualdi                      | Roma       | MSI-DN             |
| Elio Rosati                        | Napoli     | DC                 |
| Giacomo Rosini                     | Brescia    | DC                 |
| Angela Maria Rosolen               | Torino     | PCI                |
| Luigi Rossi Di Montelera           | Torino     | DC                 |
| Giovanni Rossino                   | Catania    | PCI                |
| Antonio Rubbi                      | Bologna    | PCI                |
| Emilio Rubbi                       | Bologna    | DC                 |
| Attilio Ruffini                    | Palermo    | DC                 |
| Mariano Rumor                      | Verona     | DC                 |
| Carlo Russo                        | Genova     | DC                 |
| Ferdinando Russo                   | Palermo    | DC                 |
| Vincenzo Russo                     | Bari       | DC                 |
| Gianfranco Sabbatini               | Ancona     | DC                 |
| Sandro Saccucci                    | Roma       | Misto (MSI-DN)     |
| Gaspare Saladino                   | Palermo    | PSI                |
| Giosuè Salomone                    | Catania    | DC                 |
| Ersilia Salvato                    | Napoli     | PCI                |
| Elvio Alfonso Salvatore            | Potenza    | PSI                |
| Franco Salvi                       | Brescia    | DC                 |
| Egizio Sandomenico                 | Napoli     | PCI                |
| Renato Sandri                      | Mantova    | PCI                |
| Nicola Sanese                      | Bologna    | DC                 |
| Carlo Sangalli                     | Milano     | DC                 |
| Orazio Santagati                   | Catania    | MSI-DN             |
| Giorgio Santuz                     | Udine      | DC                 |
| Angelo Sanza                       | Potenza    | DC                 |
| Milena Sarri                       | Venezia    | PCI                |
| Armando Sarti                      | Bologna    | PCI                |
| Mauro Savino                       | Brescia    | DC                 |
| Gianni Savoldi                     | Brescia    | PSI                |
| Eirene Sbriziolo De Felice         | Napoli     | PCI                |
| Oscar Luigi Scalfaro               | Torino     | DC                 |
| Vito Scalia                        | Catania    | DC                 |
| Alba Scaramucci Guaitini           | Perugia    | PCI                |
| Vincenzo Scarlato                  | Benevento  | DC                 |
| Vincenzo Scotti                    | Napoli     | DC                 |
| Martino Scovacricchi               | Udine      | PSDI               |
| Giacomo Sedati                     | Campobasso | DC                 |
| Mariotto Segni                     | Cagliari   | DC                 |
| Sergio Segre                       | Bari       | PCI                |
| Stefano Servadei                   | Bologna    | PSI                |
| Franco Servello                    | Milano     | MSI-DN             |
| Marcello Sgarlata                  | Catania    | DC                 |
| Tommaso Sicolo                     | Bari       | PCI                |
| Claudio Signorile                  | Lecce      | PSI                |
| Giuliano Silvestri                 | Ancona     | DC                 |
| Giuseppe Sinesio                   | Palermo    | DC                 |
| Francesco Sobrero                  | Cuneo      | DC                 |
| Ugo Spagnoli                       | Torino     | PCI                |
| Agostino Spataro                   | Palermo    | PCI                |
| Luigi Spaventa                     | Milano     | Misto (PCI)        |
| Edoardo Speranza                   | Firenze    | DC                 |
| Altiero Spinelli                   | Roma       | Misto (PCI)        |
| Pietro Sponziello                  | Lecce      | MSI-DN             |
| Giuseppe Sposetti                  | Ancona     | DC                 |
| Carlo Squeri                       | Milano     | DC                 |
| Livio Stefanelli                   | Lecce      | PCI                |
| Carlo Stella                       | Torino     | DC                 |
| Rolando Tamburini                  | Pisa       | PCI                |
| Mario Tamini                       | Torino     | PCI                |
| Mario Tanassi                      | Roma       | PSDI               |
| Danilo Tani                        | Siena      | PCI                |
| Michele Tantalo                    | Potenza    | DC                 |
| Mario Tassone                      | Catanzaro  | DC                 |
| Nadir Tedeschi                     | Milano     | DC                 |
| Emanuele Terrana                   | Roma       | PRI                |
| Cesare Terranova                   | Catania    | Misto (PCI)        |
| Adelio Terraroli                   | Brescia    | PCI                |
| Sergio Tesi                        | Firenze    | PCI                |
| Aristide Tesini                    | Milano     | DC                 |
| Giancarlo Tesini                   | Bologna    | DC                 |
| Alessandro Tessari                 | Venezia    | PCI                |
| Giangiacomo Tessari                | Venezia    | PCI                |
| Antonio Testa                      | Verona     | PSI                |
| Angelo Tiraboschi                  | Ancona     | PSI                |
| Giuseppe Tocco                     | Cagliari   | PSI                |
| Alberto Todros                     | Torino     | PCI                |
| Giorgio Tombesi                    | Trieste    | DC                 |
| Francesco Toni                     | Firenze    | PCI                |
| Giovanni Torri                     | Brescia    | PCI                |
| Aldo Tortorella                    | Milano     | PCI                |
| Aldo Tozzetti                      | Roma       | PCI                |
| Emilio Trabucchi                   | Milano     | DC                 |
| Vincenzo Trantino                  | Catania    | MSI-DN             |
| Mirko Tremaglia                    | Brescia    | MSI-DN             |
| Giuseppe Siro Trezzini             | Roma       | PCI                |
| Antonino Tripodi                   | Catanzaro  | MSI-DN             |
| Rubes Triva                        | Parma      | PCI                |
| Antonello Trombadori               | Roma       | PCI                |
| Giacinto Urso                      | Lecce      | DC                 |
| Salvatore Urso                     | Catania    | DC                 |
| Mario Usellini                     | Milano     | DC                 |
| Rosalia Vagli                      | Pisa       | PCI                |
| Raffaele Valensise                 | Catanzaro  | MSI-DN             |
| Bruno Vecchiarelli                 | Campobasso | DC                 |
| Tullio Vecchietti                  | Roma       | PCI                |
| Guido Venegoni                     | Milano     | PCI                |
| Aldo Venturini                     | Roma       | PSI                |
| Nicola Vernola                     | Bari       | DC                 |
| Ugo Vetere                         | Roma       | PCI                |
| Ruggero Villa                      | Roma       | DC                 |
| Rosario Villari                    | Catanzaro  | PCI                |
| Bruno Vincenzi                     | Mantova    | DC                 |
| Carlo Vizzini                      | Palermo    | PSDI               |
| Calogero Volpe                     | Palermo    | DC                 |
| Benigno Zaccagnini                 | Bologna    | DC                 |
| Mario Zagari                       | Roma       | PSI                |
| Giuseppe Zamberletti               | Como       | DC                 |
| Bruno Zambon                       | Venezia    | DC                 |
| Antonino Zaniboni                  | Mantova    | DC                 |
| Valerio Zanone                     | Torino     | PLI                |
| Giovanni Zarro                     | Benevento  | DC                 |
| Antonio Zavagnin                   | Verona     | PCI                |
| Michele Zolla                      | Torino     | DC                 |
| Francesco Zoppetti                 | Milano     | PCI                |
| Pietro Zoppi                       | Genova     | DC                 |
| Giuliano Zoso                      | Verona     | DC                 |
| Michele Zuccalà                    | Como       | PSI                |
| Guglielmo Zucconi                  | Parma      | DC                 |
| Giuseppe Zuech                     | Verona     | DC                 |
| Giuseppe Zurlo                     | Lecce      | DC                 |

## Deputati surroganti proclamati eletti ad inizio legislatura
Di seguito i deputati proclamati eletti in surrogazione dei candidati plurieletti.
| Lista | Eletto surrogato          | Opzione | Subentrante                  | Collegio  |
| ----- | ------------------------- | ------- | ---------------------------- | --------- |
| PCI   | Abdon Alinovi             | Napoli  | Salvatore Forte              | Benevento |
| PCI   | Luigi Anderlini           | Senato  | Franco Coccia                | Perugia   |
| DC    | Giuseppe Bartolomei       | Senato  | Martino Bardotti             | Siena     |
| PCI   | Enrico Berlinguer         | Roma    | Milena Sarri                 | Venezia   |
| PCI   | Enrico Berlinguer         | Roma    | Giancarlo Cantelmi           | L'Aquila  |
| PCI   | Arrigo Boldrini           | Senato  | Augusto Barbera              | Bologna   |
| PCI   | Paolo Bufalini            | Senato  | Giovanni Fantaci             | Palermo   |
| PCI   | Gerardo Chiaromonte       | Senato  | Fortunato Giuseppe           | Potenza   |
| DC    | Vittorino Colombo         | Senato  | Emilio Trabucchi             | Milano    |
| PCI   | Salvatore Corallo         | Milano  | Mario Bolognari              | Catania   |
| PCI   | Armando Cossutta          | Senato  | Maddalena Perquis            | Brescia   |
| PCI   | Antonino Cuffaro          | Trieste | Vanda Milano                 | Udine     |
| PSI   | Francesco De Martino      | Napoli  | Alfredo Giovanardi           | Bologna   |
| PCI   | Claudio Donelli           | Senato  | Francesca Lodolini           | Como      |
| PCI   | Mario Gozzini             | Senato  | Gianluca Cerrina Feroni      | Firenze   |
| PCI   | Antonio Guarino           | Senato  | Arturo Marzano               | Napoli    |
| PCI   | Pietro Ingrao             | Roma    | Cristina Papa                | Perugia   |
| PCI   | Nilde Iotti               | Parma   | Giovanni Battista Carlassara | Verona    |
| PRI   | Ugo La Malfa              | Roma    | Pasquale Bandiera            | Catania   |
| PRI   | Ugo La Malfa              | Roma    | Aristide Gunnella            | Palermo   |
| PCI   | Emanuele Macaluso         | Senato  | Benito Cerra                 | Catania   |
| PCI   | Cesare Margotto           | Senato  | Rosanna Branciforti          | Verona    |
| PCI   | Giorgio Napolitano        | Napoli  | Paolo De Caro                | Bari      |
| PCI   | Gian Carlo Pajetta        | Torino  | Modesto Gaetano Merzario     | Como      |
| PR    | Marco Pannella            | Torino  | Adele Faccio                 | Milano    |
| PR    | Marco Pannella            | Torino  | Emma Bonino                  | Roma      |
| PCI   | Ugo Pecchioli             | Senato  | Carla Federica Nespolo       | Cuneo     |
| PCI   | Altiero Spinelli          | Roma    | Romana Bianchi               | Milano    |
| PCI   | Vera Liliana Squarcialupi | Senato  | Guido Venegoni               | Milano    |
| PCI   | Umberto Terracini         | Senato  | Francesco Da Prato           | Pisa      |
| DC    | Mario Valiante            | Senato  | Giovanni Amabile             | Benevento |
| PCI   | Tullio Vinay              | Senato  | Paolo Maria Giuliano Allegra | Torino    |

1. ↑  In seguito all'ulteriore opzione di Giuseppe Chiarante per il collegio di Brescia

## Modifiche intervenute

### Modifiche intervenute nella composizione dell'assemblea
| Uscente                         | Subentrante                  | Lista  | Collegio       | Causa        | Data       |
| ------------------------------- | ---------------------------- | ------ | -------------- | ------------ | ---------- |
| → Vittorio Foa                  | N/A                          | PCI    | Torino, Napoli | Dimissioni   | 05.07.1976 |
| Maddalena Perquis               | Edmondo Raffaelli            | PCI    | Brescia        | Dimissioni   | 09.07.1976 |
| Calogero Volpe                  | Benedetto Del Castillo       | DC     | Palermo        | Decesso      | 04.08.1976 |
| Tullio Abelli                   | Andrea Galasso               | MSI-DN | Torino         | Decesso      | 14.12.1976 |
| Lorenzo Natali                  | Natalino Di Giannantonio     | DC     | L'Aquila       | Dimissioni   | 12.01.1977 |
| Antonio Giolitti                | Manlio Vineis                | PSI    | Cuneo          | Dimissioni   | 12.01.1977 |
| Alberto Malagugini              | Marco Bertoli                | PCI    | Milano         | Dimissioni   | 03.02.1977 |
| Gaetano Angius                  | Alberto Spigaroli            | PCI/DC | Cagliari/Parma | Annullamento | 17.02.1977 |
| Giorgio La Pira                 | Bruno Stegagnini             | DC     | Firenze        | Decesso      | 09.11.1977 |
| Giovanni Andrea Borromeo d'Adda | Casimiro Bonfiglio           | MSI-DN | Como           | Decesso      | 26.04.1978 |
| Aldo Moro                       | Donato De Leonardis          | DC     | Bari           | Decesso      | 17.05.1978 |
| Mario Ferri                     | Mauro Seppia                 | PSI    | Siena          | Decesso      | 17.05.1978 |
| Vito Vittorio Lenoci            | Angelo Ciavarella            | PSI    | Bari           | Decesso      | 21.06.1978 |
| Martino Bardotti                | Giovannino Fiori             | DC     | Siena          | Dimissioni   | 20.07.1978 |
| Alessandro Pertini              | Antonio Enrico Canepa        | PSI    | Genova         | Dimissioni   | 20.07.1978 |
| Adele Faccio                    | Maria Luisa Galli            | PR     | Milano         | Dimissioni   | 15.12.1978 |
| Emma Bonino                     | Francesco Antonio De Cataldo | PR     | Roma           | Dimissioni   | 21.12.1978 |
| Gennaro Guadagno                | Alfredo Erpete               | PCI    | Napoli         | Decesso      | 17.01.1979 |
| Marco Pannella                  | Maria Adelaide Aglietta      | PR     | Torino         | Dimissioni   | 23.01.1979 |
| Maria Adelaide Aglietta         | Angelo Pezzana               | PR     | Torino         | Dimissioni   | 06.02.1979 |
| Angelo Pezzana                  | Roberto Cicciomessere        | PR     | Torino         | Dimissioni   | 21.02.1979 |
| Mario Tanassi                   | Bruno Sargentini             | PSDI   | Roma           | Dimissioni   | 14.03.1979 |
| Ugo La Malfa                    | Emanuele Terrana             | PRI    | Palermo        | Decesso      | 28.03.1979 |

### Modifiche intervenute nella composizione dei gruppi

#### Democrazia Cristiana
- In data 17.02.1977 aderisce al gruppo Alberto Spigaroli, proclamato eletto in sostituzione di Gaetano Angius, già appartenente al gruppo comunista, la cui elezione fu annullata.

#### Partito Comunista Italiano
- In data 10.08.1976 lascia il gruppo Ruggero Millet, che aderisce al gruppo misto.
- In data 17.02.1977 la consistenza del gruppo diminuisce di un'unità essendo stata annullata l'elezione di Gaetano Angius, con la proclamazione di Alberto Spigaroli che aderì al gruppo DC.
- In data 17.01.1979 aderisce al gruppo Alfredo Erpete, subentrato a Gennaro Guadagno, già appartenente al gruppo misto.
- In data 08.05.1979 lascia il gruppo Alessandro Tessari, che aderisce al gruppo PR.

#### Partito Socialista Italiano
- Nessuna modifica intervenuta.

#### Movimento Sociale Italiano - Destra Nazionale
- In data 21.12.1976 lasciano il gruppo Giovanni Andrea Borromeo d'Adda, Giuseppe Calabrò, Adriano Cerquetti, Pietro Cerullo, Saverio D'Aquino, Raffaele Delfino, Ernesto De Marzio, Ferdinando Di Nardo, Andrea Galasso, Achille Lauro, Clemente Manco, Stefano Menicacci, Angelo Nicosia, Adriana Palomby, Giovanni Roberti e Pietro Sponziello, che costituiscono il gruppo Costituente di Destra - Democrazia Nazionale.
- In data 27.12.1976 lascia il gruppo Alfredo Covelli, che aderisce al gruppo Costituente di Destra - Democrazia Nazionale.

#### Partito Socialista Democratico Italiano
- Nessuna modifica intervenuta.

#### Partito Liberale Italiano
- Nessuna modifica intervenuta.

#### Partito Repubblicano Italiano
- Nessuna modifica intervenuta.

#### Democrazia Proletaria/PdUP-DP
- In data 06.02.1978 il gruppo Democrazia Proletaria assume il nome di Partito di Unità Proletaria per il Comunismo - Democrazia Proletaria.
- In data 03.01.1979 lascia il gruppo Silverio Corvisieri, che aderisce al gruppo misto.

#### Partito Radicale
- In data 08.05.1979 aderisce al gruppo Alessandro Tessari, proveniente dal gruppo PCI.

#### Costituente di Destra - Democrazia Nazionale
- Il gruppo si costituisce in data 21.12.1976. Ad esso aderiscono 16 deputati, provenienti dal gruppo MSI-DN: Giovanni Andrea Borromeo d'Adda, Giuseppe Calabrò, Adriano Cerquetti, Pietro Cerullo, Saverio D'Aquino, Raffaele Delfino, Ernesto De Marzio, Ferdinando Di Nardo, Andrea Galasso, Achille Lauro, Clemente Manco, Stefano Menicacci, Angelo Nicosia, Adriana Palomby, Giovanni Roberti e Pietro Sponziello.
- In data 27.12.1976 aderisce al gruppo Alfredo Covelli, proveniente dal gruppo MSI-DN.
- In data 26.04.1978 a Giovanni Andrea Borromeo d'Adda subentra Casimiro Bonfiglio, che aderisce anch'egli al gruppo.
- In data 08.05.1979 lasciano il gruppo Raffaele Delfino e Andrea Galasso, che aderiscono al gruppo misto.

#### Gruppo misto
- In data 10.08.1976 aderisce al gruppo Ruggero Millet, proveniente dal gruppo PCI.
- In data 01.01.1979 la consistenza del gruppo diminuisce di un'unità essendo terminato il mandato di Giovanni Guadagno e avendo il subentrante Alfredo Erpete aderito al gruppo PCI.
- in data 03.01.1979 aderisce al gruppo Silverio Corvisieri, proveniente dal gruppo PdUP-DP.
- In data 08.05.1979 aderiscono al gruppo Raffaele Delfino e Andrea Galasso, provenienti dal gruppo CD-DN.